# ТЕС Ахал
37°56′29″ пн. ш. 58°33′49″ сх. д. / 37.94139° пн. ш. 58.56361° сх. д.
ТЕС Ахал – теплова електростанція поблизу столиці Туркменістану міста Ашгабат.
У 2013 році на майданчику станції ввели в дію дві газові турбіни потужністю по 127,1 МВт, а у 2014-му до них додали ще п’ять – три потужністю по 47,2 МВт та дві так само по 127,1 МВ, що довело загальний показник станції до 648,1 МВт. Всі турбіни встановлені на роботу у відкритому циклі.
В 2021-му виробіток станції склав 2,7 млрд кВт-годин.
Як паливо ТЕС споживає природний газ. На момент спорудження станції він надходив до столичного регіону по газопроводу Шатлик – Ашгабат, а з 2015-го до нього приєднався трубопровід Схід – Захід.
Можливо відзначити, що навколо Ашгабату також знаходяться ТЕС Дервеза, ТЕС Ашгабат і ТЕС Абадан.